# Сортировка слиянием
Сортировка слиянием (англ. merge sort) — алгоритм сортировки, который упорядочивает списки (или другие структуры данных, доступ к элементам которых можно получать только последовательно, например — потоки) в определённом порядке. Эта сортировка — хороший пример использования принципа «разделяй и властвуй». Сначала задача разбивается на несколько подзадач меньшего размера. Затем эти задачи решаются с помощью рекурсивного вызова или непосредственно, если их размер достаточно мал. Наконец, их решения комбинируются, и получается решение исходной задачи.
Алгоритм был изобретён Джоном фон Нейманом в 1945 году.

## Подробный алгоритм сортировки

Действие алгоритма на примере сортировки случайных точек.

Для решения задачи сортировки эти три этапа выглядят так:
1. Сортируемый массив разбивается на две части примерно одинакового размера;
2. Каждая из получившихся частей сортируется отдельно, например — тем же самым алгоритмом;
3. Два упорядоченных массива половинного размера соединяются в один.

1.1. — 2.1. Рекурсивное разбиение задачи на меньшие происходит до тех пор, пока размер массива не достигнет единицы (любой массив длины 1 можно считать упорядоченным).
3.1. Соединение двух упорядоченных массивов в один.

Основную идею слияния двух отсортированных массивов можно объяснить на следующем примере. Пусть мы имеем два уже отсортированных по возрастанию подмассива. Тогда:

3.2. Слияние двух подмассивов в третий результирующий массив.

На каждом шаге мы берём меньший из двух первых элементов подмассивов и записываем его в результирующий массив. Счётчики номеров элементов результирующего массива и подмассива, из которого был взят элемент, увеличиваем на 1.

3.3. «Прицепление» остатка.

Когда один из подмассивов закончился, мы добавляем все оставшиеся элементы второго подмассива в результирующий массив.

## Реализация на языках программирования

### Пример сортировки на языке Си
```
 
/**

  * Сортирует массив, используя рекурсивную сортировку слиянием

  * up - указатель на массив, который нужно сортировать

  * down - указатель на массив с, как минимум, таким же размером как у 'up', используется как буфер

  * left - левая граница массива, передайте 0, чтобы сортировать массив с начала

  * right - правая граница массива, передайте длину массива - 1, чтобы сортировать массив до последнего элемента

  * возвращает: указатель на отсортированный массив. Из-за особенностей работы данной реализации

  * отсортированная версия массива может оказаться либо в 'up', либо в 'down'

  **/

int
*
 
merge_sort
(
int
 
*
up
,
 
int
 
*
down
,
 
unsigned
 
int
 
left
,
 
unsigned
 
int
 
right
)

{

    
if
 
(
left
 
==
 
right
)

    
{

        
down
[
left
]
 
=
 
up
[
left
];

        
return
 
down
;

    
}

    
unsigned
 
int
 
middle
 
=
 
left
 
+
 
(
right
 
-
 
left
)
 
/
 
2
;

    
// разделяй и сортируй

    
int
 
*
l_buff
 
=
 
merge_sort
(
up
,
 
down
,
 
left
,
 
middle
);

    
int
 
*
r_buff
 
=
 
merge_sort
(
up
,
 
down
,
 
middle
 
+
 
1
,
 
right
);

    
// слияние двух отсортированных половин

    
int
 
*
target
 
=
 
l_buff
 
==
 
up
 
?
 
down
 
:
 
up
;

    
unsigned
 
int
 
l_cur
 
=
 
left
,
 
r_cur
 
=
 
middle
 
+
 
1
;

    
for
 
(
unsigned
 
int
 
i
 
=
 
left
;
 
i
 
<=
 
right
;
 
i
++
)

    
{

        
if
 
(
l_cur
 
<=
 
middle
 
&&
 
r_cur
 
<=
 
right
)

        
{

            
if
 
(
l_buff
[
l_cur
]
 
<
 
r_buff
[
r_cur
])

            
{

                
target
[
i
]
 
=
 
l_buff
[
l_cur
];

                
l_cur
++
;

            
}

            
else

            
{

                
target
[
i
]
 
=
 
r_buff
[
r_cur
];

                
r_cur
++
;

            
}

        
}

        
else
 
if
 
(
l_cur
 
<=
 
middle
)

        
{

            
target
[
i
]
 
=
 
l_buff
[
l_cur
];

            
l_cur
++
;

        
}

        
else

        
{

            
target
[
i
]
 
=
 
r_buff
[
r_cur
];

            
r_cur
++
;

        
}

    
}

    
return
 
target
;

}

```

### Реализация на языкеC++11
```
#include
 
<algorithm>

#include
 
<cstddef>

#include
 
<iterator>

#include
 
<memory>

template
<
typename
 
T
>

void
 
merge_sort
(
T
 
array
[],
 
std
::
size_t
 
size
)
 
noexcept

{

    
if
 
(
size
 
>
 
1
)

    
{

        
std
::
size_t
 
const
 
left_size
 
=
 
size
 
/
 
2
;

        
std
::
size_t
 
const
 
right_size
 
=
 
size
 
-
 
left_size
;

        
merge_sort
(
&
array
[
0
],
 
left_size
);

        
merge_sort
(
&
array
[
left_size
],
 
right_size
);

        
std
::
size_t
 
lidx
 
=
 
0
,
 
ridx
 
=
 
left_size
,
 
idx
 
=
 
0
;

        
std
::
unique_ptr
<
T
[]
>
 
tmp_array
(
new
 
T
[
size
]);

        
while
 
(
lidx
 
<
 
left_size
 
||
 
ridx
 
<
 
size
)

        
{

            
if
 
(
array
[
lidx
]
 
<
 
array
[
ridx
])

            
{

                
tmp_array
[
idx
++
]
 
=
 
std
::
move
(
array
[
lidx
]);

                
lidx
++
;

            
}

            
else

            
{

                
tmp_array
[
idx
++
]
 
=
 
std
::
move
(
array
[
ridx
]);

                
ridx
++
;

            
}

            
if
 
(
lidx
 
==
 
left_size
)

            
{

                
std
::
copy
(
std
::
make_move_iterator
(
&
array
[
ridx
]),

                          
std
::
make_move_iterator
(
&
array
[
size
]),

                          
&
tmp_array
[
idx
]);

                
break
;

            
}

            
if
 
(
ridx
 
==
 
size
)

            
{

                
std
::
copy
(
std
::
make_move_iterator
(
&
array
[
lidx
]),

                          
std
::
make_move_iterator
(
&
array
[
left_size
]),

                          
&
tmp_array
[
idx
]);

                
break
;

            
}

        
}

        
std
::
copy
(
std
::
make_move_iterator
(
tmp_array
.
get
()),

                  
std
::
make_move_iterator
(
&
tmp_array
[
size
]),

                  
array
);

    
}

}

```

### Реализация на языкеC++14с распараллеливанием отOpenMP
```
#include
 
<algorithm>

#include
 
<iterator>

#include
 
<omp.h>

#include
 
<memory>

template
 
<
typename
 
Iterator
>

void
 
mergesort
(
Iterator
 
from
,
 
Iterator
 
to
)

{

#pragma omp parallel

    
{

#pragma omp single nowait

        
static_assert
(
!
std
::
is_same
<
typename
 
std
::
iterator_traits
<
Iterator
>::
value_type
,
 
void
>::
value
);

        
auto
 
n
 
=
 
std
::
distance
(
from
,
 
to
);

        
if
 
(
1
 
<
 
n
)

        
{

#pragma omp task firstprivate (from, to, n)

            
{

                
Iterator
 
l_from
 
=
 
from
;

                
Iterator
 
l_to
 
=
 
l_from
;

                
std
::
advance
(
l_to
,
 
n
/
2
);

                
mergesort
(
l_from
,
 
l_to
);

            
}

#pragma omp task firstprivate (from, to, n)

            
{

                
Iterator
 
r_from
 
=
 
from
;

                
std
::
advance
(
r_from
,
 
n
/
2
);

                
Iterator
 
r_to
 
=
 
r_from
;

                
std
::
advance
(
r_to
,
 
n
-
(
n
/
2
));

                
mergesort
(
r_from
,
 
r_to
);

            
}

#pragma omp taskwait

            
auto
 
tmp_array
 
=
 
std
::
make_unique
<
typename
 
Iterator
::
value_type
[]
>
(
n
);

            
Iterator
 
l_iter
 
=
 
from
;

            
Iterator
 
l_end
 
=
 
l_iter
;

            
std
::
advance
(
l_end
,
 
n
/
2
);

            
Iterator
 
r_iter
 
=
 
l_end
;

            
Iterator
&
 
r_end
 
=
 
to
;

            
auto
 
tmp_iter
 
=
 
tmp_array
.
get
();

            
while
 
(
l_iter
 
!=
 
l_end
 
||
 
r_iter
 
!=
 
r_end
)

            
{

                
if
 
(
*
l_iter
 
<
 
*
r_iter
)

                
{

                    
*
tmp_iter
 
=
 
std
::
move
(
*
l_iter
);

                    
++
l_iter
;

                    
++
tmp_iter
;

                
}

                
else

                
{

                    
*
tmp_iter
 
=
 
std
::
move
(
*
r_iter
);

                    
++
r_iter
;

                    
++
tmp_iter
;

                
}

                
if
 
(
l_iter
 
==
 
l_end
)

                
{

                    
std
::
copy
(

                                
std
::
make_move_iterator
(
r_iter
),

                                
std
::
make_move_iterator
(
r_end
),

                                
tmp_iter

                    
);

                    
break
;

                
}

                
if
 
(
r_iter
 
==
 
r_end
)

                
{

                    
std
::
copy
(

                                
std
::
make_move_iterator
(
l_iter
),

                                
std
::
make_move_iterator
(
l_end
),

                                
tmp_iter

                    
);

                    
break
;

                
}

            
}

            
std
::
copy
(

                        
std
::
make_move_iterator
(
tmp_array
.
get
()),

                        
std
::
make_move_iterator
(
&
tmp_array
[
n
]),

                        
from

            
);

        
}

    
}

}

```

### Итеративная реализация на языкеC++
```
template
<
typename
 
T
>

void
 
MergeSort
(
T
 
a
[],
 
size_t
 
l
)

{

	
size_t
 
BlockSizeIterator
;

	
size_t
 
BlockIterator
;

	
size_t
 
LeftBlockIterator
;

	
size_t
 
RightBlockIterator
;

	
size_t
 
MergeIterator
;

	
size_t
 
LeftBorder
;

	
size_t
 
MidBorder
;

	
size_t
 
RightBorder
;

	
for
 
(
BlockSizeIterator
 
=
 
1
;
 
BlockSizeIterator
 
<
 
l
;
 
BlockSizeIterator
 
*=
 
2
)

	
{

		
for
 
(
BlockIterator
 
=
 
0
;
 
BlockIterator
 
<
 
l
 
-
 
BlockSizeIterator
;
 
BlockIterator
 
+=
 
2
 
*
 
BlockSizeIterator
)

		
{

			
//Производим слияние с сортировкой пары блоков начинающуюся с элемента BlockIterator

			
//левый размером BlockSizeIterator, правый размером BlockSizeIterator или меньше

			
LeftBlockIterator
 
=
 
0
;

			
RightBlockIterator
 
=
 
0
;

			
LeftBorder
 
=
 
BlockIterator
;

			
MidBorder
 
=
 
BlockIterator
 
+
 
BlockSizeIterator
;

			
RightBorder
 
=
 
BlockIterator
 
+
 
2
 
*
 
BlockSizeIterator
;

			
RightBorder
 
=
 
(
RightBorder
 
<
 
l
)
 
?
 
RightBorder
 
:
 
l
;

			
int
*
 
SortedBlock
 
=
 
new
 
int
[
RightBorder
 
-
 
LeftBorder
];

			
//Пока в обоих массивах есть элементы выбираем меньший из них и заносим в отсортированный блок

			
while
 
(
LeftBorder
 
+
 
LeftBlockIterator
 
<
 
MidBorder
 
&&
 
MidBorder
 
+
 
RightBlockIterator
 
<
 
RightBorder
)

			
{

				
if
 
(
a
[
LeftBorder
 
+
 
LeftBlockIterator
]
 
<
 
a
[
MidBorder
 
+
 
RightBlockIterator
])

				
{

					
SortedBlock
[
LeftBlockIterator
 
+
 
RightBlockIterator
]
 
=
 
a
[
LeftBorder
 
+
 
LeftBlockIterator
];

					
LeftBlockIterator
 
+=
 
1
;

				
}

				
else

				
{

					
SortedBlock
[
LeftBlockIterator
 
+
 
RightBlockIterator
]
 
=
 
a
[
MidBorder
 
+
 
RightBlockIterator
];

					
RightBlockIterator
 
+=
 
1
;

				
}

			
}

			
//После этого заносим оставшиеся элементы из левого или правого блока

			
while
 
(
LeftBorder
 
+
 
LeftBlockIterator
 
<
 
MidBorder
)

			
{

				
SortedBlock
[
LeftBlockIterator
 
+
 
RightBlockIterator
]
 
=
 
a
[
LeftBorder
 
+
 
LeftBlockIterator
];

				
LeftBlockIterator
 
+=
 
1
;

			
}

			
while
 
(
MidBorder
 
+
 
RightBlockIterator
 
<
 
RightBorder
)

			
{

				
SortedBlock
[
LeftBlockIterator
 
+
 
RightBlockIterator
]
 
=
 
a
[
MidBorder
 
+
 
RightBlockIterator
];

				
RightBlockIterator
 
+=
 
1
;

			
}

			
for
 
(
MergeIterator
 
=
 
0
;
 
MergeIterator
 
<
 
LeftBlockIterator
 
+
 
RightBlockIterator
;
 
MergeIterator
++
)

			
{

				
a
[
LeftBorder
 
+
 
MergeIterator
]
 
=
 
SortedBlock
[
MergeIterator
];

			
}

			
delete
[]
 
SortedBlock
;

if
 
b
*

		
}

	
}

}

```

### Реализация на языкеPython
```
def
 
merge_sort
(
arr
):

    
if
 
len
(
arr
)
 
<=
 
1
:

        
return
 
arr

    
mid
 
=
 
len
(
arr
)
 
//
 
2

    
left_half
 
=
 
arr
[:
mid
]

    
right_half
 
=
 
arr
[
mid
:]

    
left_half
 
=
 
merge_sort
(
left_half
)

    
right_half
 
=
 
merge_sort
(
right_half
)

    
return
 
merge
(
left_half
,
 
right_half
)

def
 
merge
(
left
,
 
right
):

    
merged
 
=
 
[]

    
while
 
left
 
and
 
right
:

        
if
 
left
[
0
]
 
<
 
right
[
0
]:

            
merged
.
append
(
left
.
pop
(
0
))

        
else
:

            
merged
.
append
(
right
.
pop
(
0
))

    
merged
.
extend
(
left
 
or
 
right
)

    
return
 
merged

```

## Псевдокод
Псевдокод алгоритма слияния без «прицепления» остатка на Си-подобном языке:
```
L = *In1;
R = *In2;
if( L == R ) {
 *Out++ = L;
 In1++;
 *Out++ = R;
 In2++;
} else if(L < R) {
 *Out++ = L;
 In1++;
} else {
 *Out++ = R;
 In2++;
}
```

В приведённом алгоритме на Си-подобном языке используется проверка на равенство двух сравниваемых элементов подмассивов с отдельным блоком обработки в случае равенства. Отдельная проверка на равенство удваивает число сравнений, что усложняет код программы. Вместо отдельной проверки на равенство и отдельного блока обработки в случае равенства можно использовать две проверки if(L <= R) и if(L >= R), что почти вдвое уменьшает код программы.
Псевдокод улучшенного алгоритма слияния без «прицепления» остатка на Си-подобном языке:
```
L = *In1;
R = *In2;

if( L <= R ) {
 *Out++ = L;
 In1++;
}
if( L >= R ) {
 *Out++ = R;
 In2++;
}
```

Число проверок можно сократить вдвое убрав проверку if(L >= R). При этом, в случае равенства L и R, L запишется в Out в первой итерации, а R - во второй. Этот вариант будет работать эффективно, если в исходном массиве повторяющиеся элементы не будут преобладать над остальными элементами.
Псевдокод сокращенного алгоритма слияния без «прицепления» остатка на Си-подобном языке:
```
L = *In1;
R = *In2;

if( L <= R ) {
 *Out++ = L;
 In1++;
} else {
 *Out++ = R;
 In2++;
}
```

Две операции пересылки в переменные L и R упрощают некоторые записи в программе, что может оказаться полезным в учебных целях, но в действительных программах их можно удалить, что сократит программный код. Также можно использовать тернарный оператор, что ещё больше сократит программный код.
Псевдокод ещё более улучшенного алгоритма слияния без «прицепления» остатка на Си-подобном языке:
```
*Out++ =  *In1 <= *In2  ?  In1++ : In2++;
```

Время работы алгоритма порядка O(n * log n) при отсутствии деградации на неудачных случаях, которая является больным местом быстрой сортировки (тоже алгоритм порядка O(n * log n), но только для среднего случая). Расход памяти выше, чем для быстрой сортировки, при намного более благоприятном паттерне выделения памяти — возможно выделение одного региона памяти с самого начала и отсутствие выделения при дальнейшем исполнении.
Популярная реализация требует однократно выделяемого временного буфера памяти, равного сортируемому массиву, и не имеет рекурсий. Шаги реализации:
1. InputArray = сортируемый массив, OutputArray = временный буфер;
2. над каждым отрезком входного массива InputArray[N * MIN_CHUNK_SIZE..(N + 1) * MIN_CHUNK_SIZE] выполняется какой-то вспомогательный алгоритм сортировки, например, сортировка Шелла или быстрая сортировка;
3. устанавливается ChunkSize = MIN_CHUNK_SIZE;
4. сливаются два отрезка InputArray[N * ChunkSize..(N + 1) * ChunkSize] и InputArray[(N + 1) * ChunkSize..(N + 2) * ChunkSize] попеременным шаганием слева и справа (см. выше), результат помещается в OutputArray[N * ChunkSize..(N + 2) * ChunkSize], и так для всех N, пока не будет достигнут конец массива;
5. ChunkSize удваивается;
6. если ChunkSize стал >= размера массива, то конец, результат в OutputArray, который (ввиду перестановок, описанных ниже) есть либо сортируемый массив, либо временный буфер, во втором случае он целиком копируется в сортируемый массив;
7. иначе меняются местами InputArray и OutputArray перестановкой указателей, и всё повторяется с пункта 4.

Такая реализация также поддерживает размещение сортируемого массива и временного буфера в дисковых файлах, то есть пригодна для сортировки огромных объёмов данных. Реализация ORDER BY в СУБД MySQL при отсутствии подходящего индекса устроена именно так (источник: filesort.cc в исходном коде MySQL).
Пример реализации алгоритма простого двухпутевого слияния на псевдокоде:
```
function
 mergesort(m)
    
var
 
list
 left, right, result
    
if
 length(m) ≤ 1
        
return
 m
    
else

        middle = length(m) / 2
        
for each
 x 
in
 m 
up to
 middle
            add x to left
        
for each
 x 
in
 m 
after
 middle
            add x to right
        left = mergesort(left)
        right = mergesort(right)
        result = merge(left, right)
        
return
 result
    
end if
```

Есть несколько вариантов функции merge(), наиболее простой вариант может выглядеть так:
```
function
 merge(left,right)
    
var
 
list
 result
    
while
 length(left) 
>
 0 
and
 length(right) 
>
 0
        
if
 first(left) ≤ first(right)
            append first(left) to result
            left = rest(left)
        
else

            append first(right) to result
            right = rest(right)
        
end if

    
while
 length(left) 
>
 0 
        append first(left) to result
        left = rest(left)
    
while
 length(right) 
>
 0 
        append first(right) to result
        right = rest(right)
    
return
 result
```

## Достоинства и недостатки
Достоинства:
- Работает даже на структурах данных последовательного доступа.
- Хорошо сочетается с подкачкой и кэшированием памяти.
- Неплохо работает в параллельном варианте: легко разбить задачи между процессорами поровну, но трудно сделать так, чтобы другие процессоры взяли на себя работу, в случае если один процессор задержится.
- Не имеет «трудных» входных данных.
- Устойчивая — сохраняет порядок равных элементов (принадлежащих одному классу эквивалентности по сравнению).

Недостатки:
- На «почти отсортированных» массивах работает столь же долго, как на хаотичных. Существует вариант сортировки слиянием, который работает быстрее на частично отсортированных данных, но он требует дополнительной памяти, помимо временного буфера, который используется непосредственно для сортировки.
- Требует дополнительной памяти по размеру исходного массива.